# Kirowo (Osetia Północna)
Kirowo (ros. Кирово) – wieś w Rosji, w Osetii Północnej, w rejonie ardońskim. W 2010 liczyła 1461 mieszkańców.